# Илф и Петров
Илф и Петров е името на творческо съдружие от руските съветски писатели-съавтори, известни с псевдонимите си Иля Илф (на руски: Ильф, Илья Арнольдович) и Евгений Петров (на руски: Петров, Евгений Петрович).
Работили са заедно само 10 години, но са оставили неизгладима следа в руската литература. Сред най-известните творби, които са написали съвместно, са романите „Златният телец“ и „Дванадесетте стола“ и пътеписът „Едноетажна Америка“. През периода от 1932 до 1937 г. Илф и Петров пишат фейлетони за вестниците „Правда“, „Литературная газета“ и сатиричното списание „Крокодил“.

## Произведения
- „Дванадесетте стола“ (1928), роман
- „Светла личност“ (1928), фантастична повест
- „Необичайни истории от живота на град Колоколамск“ (1928), новела
- „Хиляда и един ден, или Нова Шехерезада“ (1929), новела
- „Златният телец“ (1931), роман
- „Веднъж през лятото“ (1936), киносценарий
- „Едноетажна Америка“ (1937), пътепис

## Екранизации
- „Дванадесетте стола“ (на руски: „Двенадцать стульев“) (1933)
- „Цирк“ (1936)
- „Тринадесетте стола“ (на руски: „13 стульев“)
- „Съвършено сериозно“ (на руски: „Совершенно серьёзно“) – по очерка „Как создавался Робинзон“
- „Златният телец“ (на руски: „Золотой телёнок“) (1968)
- „Дванадесетте стола“ (на руски: „Двенадцать стульев“) (1970, режисьор Мел Брукс)
- „12-те стола“ (на руски: „Двенадцать стульев“) (1971, режисьор Леонид Гайдай)
- „Пътували в трамвая Илф и Петров“ (на руски: „Ехали в трамвае Ильф и Петров“) – по мотиви на разкази и фейлетони
- „Дванадесетте стола“(на руски: „Двенадцать стульев“) (1976, режисьор Марк Захаров)
- „Светла личност“ (на руски: „Светлая личность“)
- „Мечтите на идиота“ (на руски: „Мечты идиота“)
- „Дванадесетте стола“ (на руски: „Двенадцать стульев“) (2004)
- „Дванадесетте стола“ (на немски: Zwolf Stuhle) (2004)
- „Златният телец“ (на руски: „Золотой телёнок“) (2006)